# جولييت أتكينسون
جولييت أتكينسون (بالإنجليزية: Juliette Atkinson)‏ مواليد 15 أبريل 1873 في نيو جيرسي، الولايات المتحدة - الوفاة 12 يناير 1944 في إلينوي، الولايات المتحدة، كانت لاعبة كرة مضرب أمريكية وكانت تلعب باليد اليمنى. كما أنها إحدى بطلات الجراند سلام.

## النهائيات

### الفردي (الألقاب 3, الوصافة 1)
| الحصيلة | السنة | البطولة           | المنافس في النهائي | النتيجة في النهائي      |
| ------- | ----- | ----------------- | ------------------ | ----------------------- |
| الفوز   | 1895  | البطولة الأمريكية | هيلين هيلويج       | 6–4, 6–2, 6–1           |
| الوصافة | 1896  | البطولة الأمريكية | إليزابيث مور       | 4–6, 6–4, 2–6, 2–6      |
| الفوز   | 1897  | البطولة الأمريكية | إليزابيث مور       | 6–3, 6–3, 4–6, 3–6, 6–3 |
| الفوز   | 1898  | البطولة الأمريكية | ماريون جونز        | 6–3, 5–7, 6–4, 2–6, 7–5 |

## روابط خارجية
- جولييت أتكينسون على موقع قاعة مشاهير كرة المضرب الدولية (الإنجليزية)